# Port de Pietarsaari
Le port de Pietarsaari (finnois : Pietarsaaren satama, LOCODE:FI PRS) est un port situé à Pietarsaari en Finlande.

## Présentation
Le port de Pietarsaari est un port d'exportation et d'importation situé dans le quartier Alholmen à 4 kilomètres au nord du centre-ville.
Les principaux produits qui transitent par le port sont le ciment, la cellulose, le papier, les produits chimiques et le bois.
La voie navigable mènant au port a une profondeur de 11 mètres. 
La longueur totale de quai est de 503 mètres.
| Port                | 2015    | 2019      |
| ------------------- | ------- | --------- |
| Port de Pietarsaari | 783 472 | 1 250 588 |

## Équipements
| Équipement           | Longueur | Profondeur | Hauteur |
| -------------------- | -------- | ---------- | ------- |
| Quai Laukko I        | 152 m    | 11 m       | 2,30 m  |
| Quai Laukko II       | 150 m    | 11 m       | 2,25 m  |
| Quai Laukko III      | 150 m    | 11 m       | 2,30 m  |
| Quai Buskö           | 160 m    | 7,4 m      | 2,30 m  |
| Quai Etelälaituri    | 165 m    | 7,4 m      | 2,25 m  |
| Quai Sementtilaituri | 100 m    | 7,4 m      |         |
| Total                | 503 m    |            |         |